# Apariciones marianas de Egipto

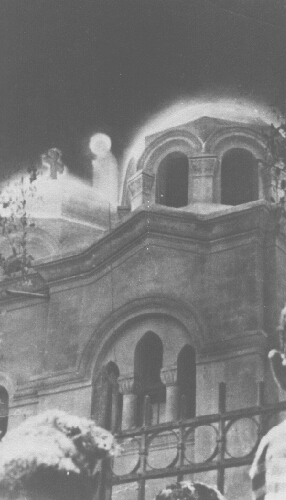
Imagen de la aparición de la Virgen María en Zeitún en El Cairo.

Las apariciones marianas de Egipto son las presuntas manifestaciones de la Virgen María en diferentes lugares de Egipto. Por lo general, estos sucesos tuvieron lugar en las cúpulas de las iglesias coptas.

## Historia
Las llamadas apariciones comenzaron la noche del martes, 2 de abril de 1968 en Zeitún en El Cairo. Se dice que más de 250 000 personas vieron a la Virgen.
La policía local al principio pensó que se trataba de una broma sofisticada, por lo que rastrearon la zona por un radio de 15 millas para asegurarse que nada pudiese estar proyectando la imagen y no encontraron nada. Estos fenómenos duraron tres años.
Las presuntas apariciones variaban en duración entre pocos minutos hasta nueve horas. Cirilo VI, el patriarca copto ortodoxo, formó una comisión para investigar lo sucedido. Las investigaciones llevadas a cabo consideraron un hecho innegable que la Virgen María apareció en la Iglesia de Nuestra Señora de Zeitoun, visto por todos los presentes en frente de la iglesia, sean cristianos o musulmanes.
Según testigos, aunque la aparición no habló, afirmaron que podían sentir su presencia de forma muy elocuente para inspirar y fortalecer la fe. 
Un año después del comienzo de las apariciones, el patriarca de la Iglesia ortodoxa copta local declaró que no tenía duda de que la Virgen se aparecía sobre el techo de la Iglesia ortodoxa copta de Santa María.
Sin embargo los medios de comunicación occidentales no le dieron relevancia a esta aparición para que fuera investigada.

### Apariciones en Zeitoun (1968)
Una aparición de la Virgen María es la de Nuestra Señora de Zeitoun en las afueras de El Cairo, que empezaron el 2 de abril de 1968 hasta finales de 1970.

### Apariciones en Shoubra (1987)
Años después, una mujer luminosa fue vista por miles de personas sobre la iglesia de San Damián en Shoubra (suburbio del Cairo, Egipto). Comenzó en 1983. Shenouda III, patriarca de la Iglesia ortodoxa copta en esa época, estableció una comisión para investigar y su conclusión en 1987 también fue positiva.

### Apariciones en Assiut (2000)

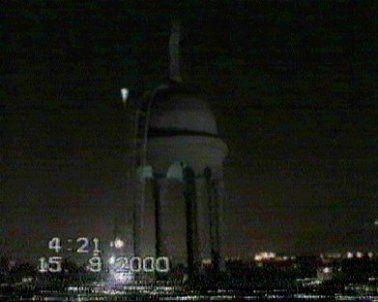
Aparición en Asiut en el año 2000.

El 17 de agosto de 2000 comenzaron las presuntas apariciones en la ciudad de Assiut, al sur de Egipto. Al parecer los testigos fueron muchos y la noticia se propagó rápidamente. Los testigos afirmaron que las apariciones tuvieron lugar en la iglesia de San Marcos a primeras horas de la mañana. Otros dicen que simplemente vieron luces estroboscópicas y grandes palomas volando alrededor de la iglesia. Muchos musulmanes están abiertos a este milagro y reverencian a la Virgen como Madre de Jesús, que es considerado un profeta del Islam.
El obispo Hanna afirmó: «Esto es una bendición tanto para los musulmanes como para los cristianos. Es una bendición para Egipto». Las apariciones de Asiut, comenzaron después de la visita del Papa Juan Pablo II en el año 2000.

### Apariciones de Nuestra Señora de Warrak (2009)
En el barrio cairota de Al-Warrāq sucedió una aparición de Nuestra Señora de Warrak en diciembre de 2009, tuvo lugar lo que se denominó la última gran aparición mariana en Egipto.